# Pánico en el zoo
Pánico en el zoo est une bande dessinée espagnole illustrée par Francisco Ibáñez, appartenant à la franchise Mortadel et Filémon, éditée en 1975.

## Synopsis
Quelqu'un mène d'étranges expériences sur les animaux du zoo de la ville. Cette personne modifie les caractéristiques des animaux entre eux, obtenant ainsi des créatures aux propriétés hallucinantes, par exemple un crocodile capable de voler comme une cigogne ou une tortue ayant la vitesse d'une gazelle. Grâce à cette méthode, il peut utiliser ces animaux pour commettre des méfaits.
Mortadel et Filémon doivent découvrir le criminel et empêcher les animaux de commettre des crimes.